# Río Pronia
El río Pronia (del ruso: Про́ня) es un río de Rusia, de los óblasts de Riazán y Tula, afluente por la derecha del Volga.

## Geografía
Tiene una longitud de 336 km, riega una cuenca hidrográfica de 10 800 km² y un caudal medio de unos 50 m³/s cerca de la desembocadura. Nace cerca de la divisoria de aguas entre el Volga y el Don, en el noreste de la Meseta Central Rusa, 20 km al sur de Mijáilov en el sudoeste del óblast de Riazán, concretamente cerca de la aldea Luzhki. Al principio el río discurre por un estrecho valle hacia el norte, trazando a continuación una ancha curva hacia el oeste y luego al sudoeste. Unos 15 km al este de Kímovsk entra en el óblast de Tula. Vuelve hacia el norte y es represado por un embalse. Al oeste de Oktbriaski gira hacia el este. Poco después atraviesa Mijáilov. Toma dirección este y más tarde sudeste.
Atraviesa el asentamiento de tipo urbano de Pronsk, y al llegar a Novomichúrinsk sus aguas son embalsadas otra vez. Pasa al norte de Korablinó, girando al norte y desemboca un poco al sur de Spask-Riazanski en el Oká.
El río es apreciado por los pescadores y es navegable en su curso inferior en el tiempo que está libre de hielo, es decir, generalmente desde abril a noviembre.

## Principales afluentes
- Por la derecha:
  - Kerd
  - Ránova